# Mount Shinn
Mount Shinn je s nadmořskou výškou 4661 metrů třetí nejvyšší hora Antarktidy. Nachází se severně od Mount Vinson v Sentinel Range Ellsworth. Obě hory spojuje průsmyk. Advisory Committee on Antarctic Names horu pojmenoval v roce 1961 po Conradu Selwynovi Shinnovi (*1922), pilotu námořnictva Spojených států, který s letadlem Douglas DC-3 31. října 1956 poprvé přistál u geografického jižního pólu a v lednu 1958 horu objevil při leteckém průzkumném letu během Mezinárodního geofyzikálního roku.
První výstup na horu uskutečnili 21. prosince 1966 Barry Corbet, Charles Hollister, Sam Silverstein a Richard Wahlstrom, členové expedice Nick Clinch. Tato expedice má na kontě dalších pět prvovýstupů.